# AN de l'Ossa Major
AN de l'Ossa Major (AN Ursae Majoris) és una estrella variable de la constel·lació de l'Ossa Major. Aquesta estrella posseeix el camp magnètic més fort conegut de totes les variables cataclísmiques, amb una intensitat del camp de 230 milions de gauss (23 kT). Aquest objecte, amb AM Herculis, va definir una classe d'objectes anomenats polars.